# دوران تاجي
تُعرف دورة الشريان التاجي بأنها دورة الدم في الأوعية الدموية لعضلة القلب، ومن ثم تعرف الشرايين التي تنقل الدم المحمل بالأكسجين إلى عضلة القلب بـ«الشرايين التاجية».
أما عن الأوردة التاجية فهي الأوعية الدموية التي تنقل الدم الخالي من الأكسجين من عضلة القلب. كما تسمّى الشرايين التي تقع على سَطح القلبِ بالشرايين الفوقيّة. وفي حالة سلامة هذه الشرايين فإنها قادرة على تنظيم تدفق الدم في الشريان التاجي تبعاً لمدى احتياجات عضلة القلب بشكل تلقائي. وعادة ما تتأثر هذه الأوعية الضيّقة نوعا ما بتصلب الشرايين، ويَكمنُ الخطرُ الحقيقي عند انسدادها حيث قد يؤدّي الأمر إلى حدوثِ ذبحة صدرية أو نوبة قلبية (انظر أيضاً: جهاز الدورة الدموية). ويُشار إلى الشرايين التاجيّة التي تعملُ في عمق عضلة القلب بالشرايين القلبية الداخلية.
كما يُمكن تصنيفُ هذه الشرايين بأنها «نهاية الدورة الدموية»، حيث أنها تُمثل المصدرَ الوحيد لتغذيَة عضلة القلب بالدم، وبما أنه لا يُوجد الكثيرُ من الدم الزائد فبمجرّد انسداد هذه الشرايين يُصبح الوضع في غاية الخطورة.

## تشريح الشريان التاجي

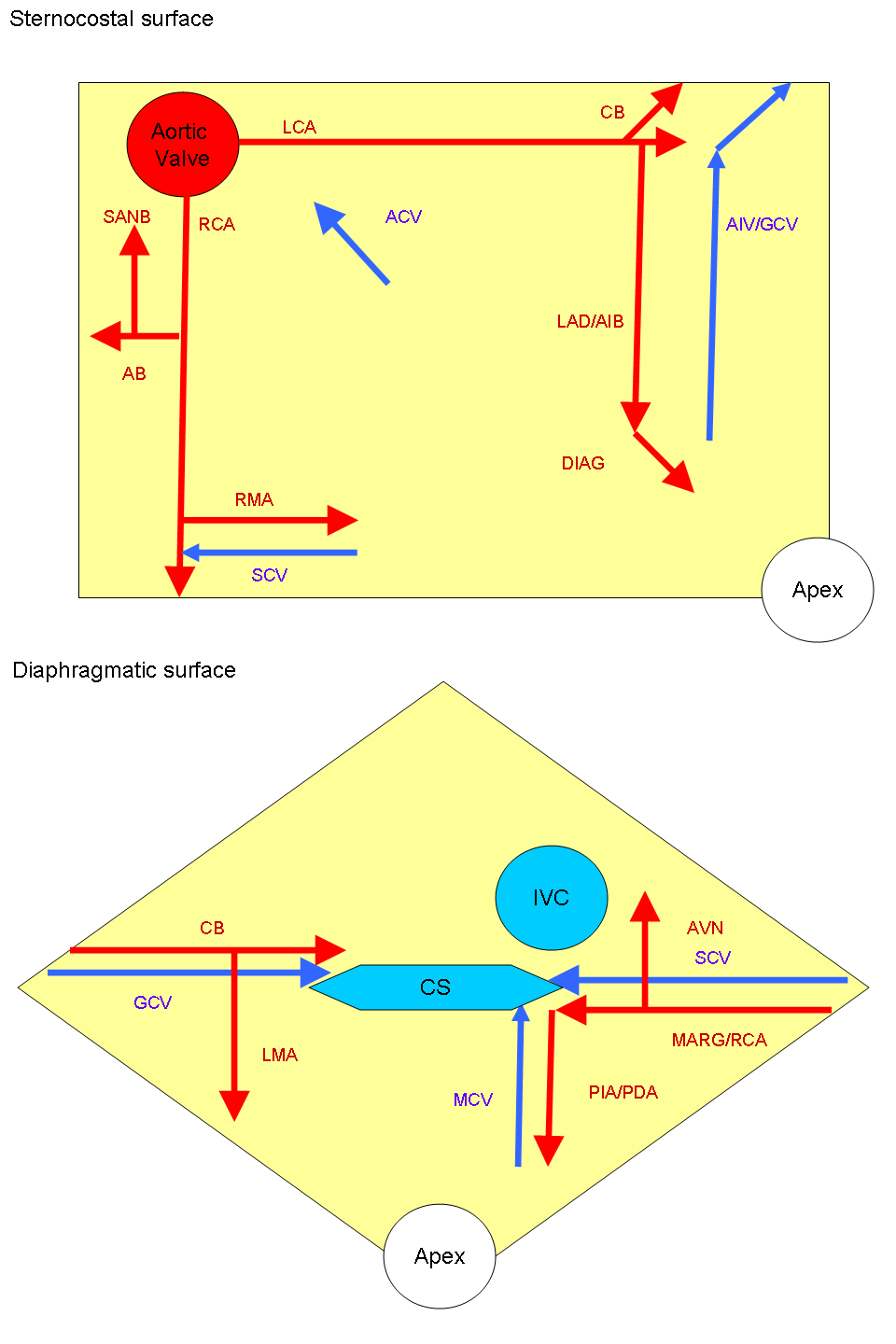
عرض تخطيطي لأوعية القلب الدموية.

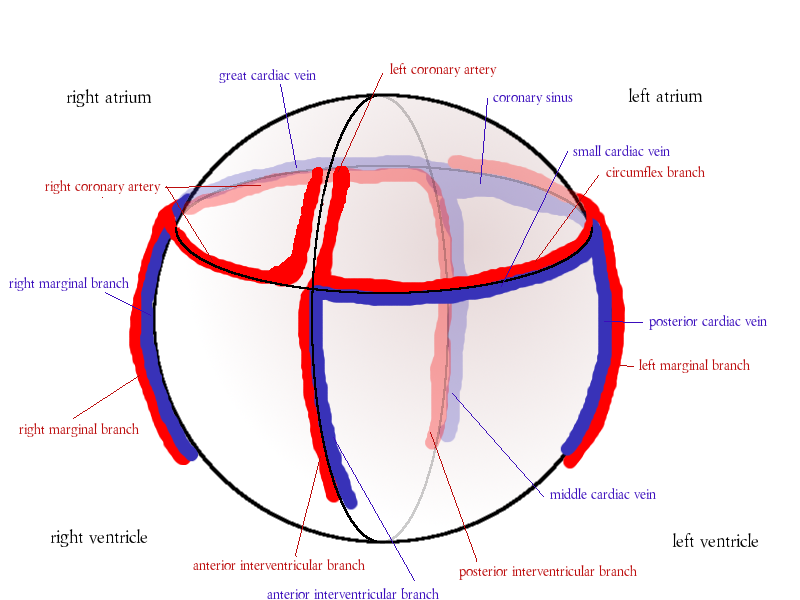
عرض تخطيطي لأوعية القلب عند هيمنة الشريان الأيسر.

يَتفاوت التشريح الدقيق لنظام إمداد الدم لعضلة القلب تفاوتاً كبيراً من شخص لآخر، حيث يَتطلّب التقييمُ الكامل للشرايين التاجية. ويَتفاوت التشريح الدقيق لعضلة القلب من شخص لآخر، حيث يَتطلب التقيمُ الكامل لعضلة القلب قسطرة القلب أو إجراء فحص أشعة سينية على الشريان.
بشكل عام، هناك شرايانان تاجيّان رئيسيّان، الأيمن والأيسر:
- الشريان التاجي الأيمن.
- الشريان التاجي الأيسر.

وهناك أيضاً الشريان التاجي الخلفي.
تنشأ كلّ من هذه الشرايين من بداية «جذر» الشريان الأورطي مباشرةً فوقَ الصّمام الأبهري. على النحو المبيّن أدناه، يَنبع الشريان التاجي الأيْسر من الجيبِ الأبهري الأيسر، في حينِ يَنبع الشريان التاجي الأيمن من الجيب الأبهري الأيمن.

### الاختلافات
ولن تجد الشريان التاجي الخلفي إلا لدى أربعة بالمئة فقط من الناس كما أنه في حالات نادرة قد تجد من لا يملك سوى شريانا تاجيا واحدا يلتف حول بداية الشريان الأورطي.
وبعض الأحيان قد يتضاعف الشريان التاجي (فمثلا قد يوجد اثنين من الشرايين التاجية الموازية لبعضها البعض في حين أن الطبيعي وجود شريانا واحد في كل جانب.

### هيمنة الشريان التاجي
بالطبع يحدد الشريان الذي يمد الدم للشريان الخلفي الهابط وهو (الشريان الخلفي بين البطنيات)  هيمنة أي الشرايين التاجية.
- إذا كان الشريان التاجي الأيمن هو الذي يمد الدم للشريان الخلفي الهابط (أو كما يطلق عليهه الشريان الخلفي بين البطنيات)، إذا فيمكن وصف دورة الشرايين التاجية بأنها هيمنة الشريان التاجي الأيمن
- والعكس صحيح بمعنى إذا تم تغذية الشريان الخلفي الهابط عن طريق الشريان المنعطف من الشريان التاجي الأيسر ففي هذه الحالة توصف الدورة التاجية بهيمنة الشريان التاجي الأيسر
- أما إذا أمد كلا من الشريان التاجي الأيمن والشريان التاجي المنعطف من الشريان التاجي الايسر الشريان الخلفي الهابط، إذًا فإن الدورة التاجية توصف بالهيمنة المشترك

ويهيمن الشريان التاجي الأيمن لدى حوالي 70% من الناس، في مقابل 10% فقط هم من يهيمن لديهم الشريان التاجي الايسر ومن ثم فهناك 20% من الناس من يمكن وصفهم بالهيمنة المشتركة للشرايين التاجية.
وببساطة يمكن وضع تعريف تشريحي دقيق لهيمنة الشريان إذا قلنا بأنه الشريان الذي يمد الدم لعقدة الشريان التاجي الهابط وغالبا ما يكون الشريان التاجي الأيمن.

## إمداد الدم للعضلات الحليمية
يمكن تعريف العضلات الحليمية دسام ثلاثي الشرف بأنها تلك العضلات التي تربط كل من الصمام الميترالي أذين أيمن (وهو الصمام الذي يقع بين أذين أيمن ودسام ثلاثي الشرف| بطين أيمن) والصمام ثلاثي الشرف دسام تاجي (وهو الصمام الذي يقع بين الأذين الأيسر أذين أيسر والبطين الأيسربطين أيسر بجدار القلب. فإذا لم تعمل تلك العضلات بشكل صحيح قد يتسرب الصمام المترالي أثناء تقلص البطين الأيسر. مما يتسبب في أن يغير الدم مساره بصورة عكسية من البطين الأيسر إلى الأذين الأيسر بدلا من أن يتقدم نحة والشريان الورطي وباقي الجسم. ويعرف هذا التسرب إلى الأذين الأيسر بالقلس المترالي. وبالمثل، فيمكن حدوث تسرب للدم من البطين الأيمن عبر الصمام ثلاثي الشرف إلى الأذين الأيمن، ويوصف ذلك إما عدم كفاءة الصمام ثلاثي الشرف وإما قلس الصمام ثلاثي الشرف.
وغالبا ما تتلقى العضلات الحليمية الدم من مصدرين هما: الشريان الهابط الخلفي الأمامي الأيسر والشريان المنعطف الأيسر 
ومن ثم فهي أكثر مقاومة في الكثير من الأحيان لإسكيميا الشرايين التاجية (عدم كفاية الدم الغني بالأكسجين). وعلى الجانب الآخر لا نجد سوى مصدر واحد للدم بالنسبة للعضلات الحليمية الخلفية هو الشريان الخلفي الهابط. مما يجعل العضلات الحليمية الخلفية أكثر عرضة بصورة كبيرة لاسكيميا الشرايين التاجية وتعد الأهمية العيهدية لهذا هو أن احتشاء عضلة القلب التي تنطوي على الشريان الخلفي الهابط هو ما يسبب قلس الصمام المترالي بصورة شائعة.

## تدفق الشريان التاجي

الشرايين التاجية

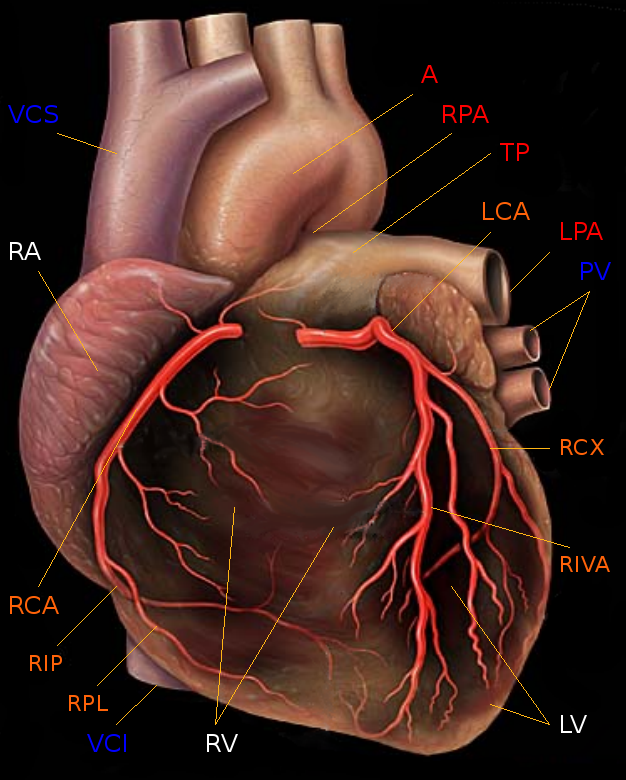
قلب الإنسان مع الشرايين التاجية

يتم الضغط على الأوعية التاجية تحت الشغاف (وهي الأوعية التي تدخل عضلة القلب) أثناء تقلص عضلة القلب البطينية بطين (انقباض) وذلك لارتفاع الضغط داخل البطين. ومع ذلك، فإن الأوعية التاجية الخارجية (الأوعية التي تقع على السطح الخارجي للقلب) تظل كما هي. وبناء عليه يتوقف تدفق الدم أسفل عضلة القلب ونتيجة لذلك، فإن معظم تدفق الدم في عضلة القلب يحدث أثناء استرخاء القلب (انبساط) عندما تظل الأوعية التاجية أسفل القلب كما هي وذات ضغط منخفض. وهذا يسهم في صعوبة امتلاء الشرايين التاجية.
فالضغط لا زال كما هو ويتسبب الفشل في توصيل الأكسجين نتيجة لقلة تدفق الدم إلى القلب الذي يعد في حاجة ماسة إلى المزيد منه يؤدي إلى إسكيميا الأنسجة وهو حالة نقصان الأكسجين يرتبط الإسكيميا القصيرة بآلام شديدة في الصدر تعرف بالذبحة الصدرية. أما الإسكيميا الشديدة فتسبب في إيقاف عضلة القلب بسبب نقص الأكسجين، مثل أثناء حالة احتشاء عضلة القلب. وعلاوة على ذلك، تسبب الإسكيميا المعتدلة المزمنة ضعف تقلص القلب المعروف باسبا عضلة القلب.
وبالإضافة إلى التمثيل الغذائي، تمتلك الشرايين التاجية خصائص دوائية فريدة من نوعها. ومن أبرز هذه التفاعلات تحفيز الأدرينالين. تفرز معظم الأوعية الدموية في الجسم {0 نيوروبروفرين {/0}، وهو ناقل عصبي سمبثاوي يستخدمه الجسم لزيادة ضغط الدم. يلعب النيوفروفيرن نورإبينفرين دورا فعال في الدورة التاجية حيث أنه يعمل على توسيع نورإبينفرين الأوعية الدموية، نظرا لتوافر مستقبلات بيتا الادرينالية في الدورة التاجية. في حين أن محفزات مستقبلات ألفا مثل الفلينوفرين تسبب القليل من الانقباض في الدورة التاجية.

## الوصلات
عندما ينضم اثنان من الشرايين في الدورة التاجية، يحدث تدفق مزدوج للدم إلى منطقة معينة من عضلة القلب. ويسمى هذا الانضمام بالوصلات. إذا ما تم انسداد أحد الشرايين التاجية من قبل تصلب الشرايين وذلك لارتفاع الضغط داخل البطين، فإن الشريان الثاني يظل قادرا على إمداد الدم المؤكسج إلى عضلة القلب. ومع ذلك لا يمكن أن يحدث هذا إلا إذا كانت تصلب الشرايين يحدث بشكل بطيء وتدريجي، موفرا الفرصة للوصلات بالزيادة. وفي ظل أكثر أشكال الشرايين التاجية شيوعا، يوجد اثنان من الوصلات على الجانب الخلفي للقلب. والأكثر أهمية من ذلك تواجد وصلة بين الشريان المنعطف (وهو شريان منبثق من الشريان التاجي الأيسر) والشريان التاجي الأيمن. أما الأقل في الأهمية فهي تلك الوصلة بين الشريان البطيني الأمامي (وهو فرع من الشريان التاجي الأيسر) والشريان البطيني الخلفي (وهو فرع من الشريان البطيني الأيمن).

## معرض صور

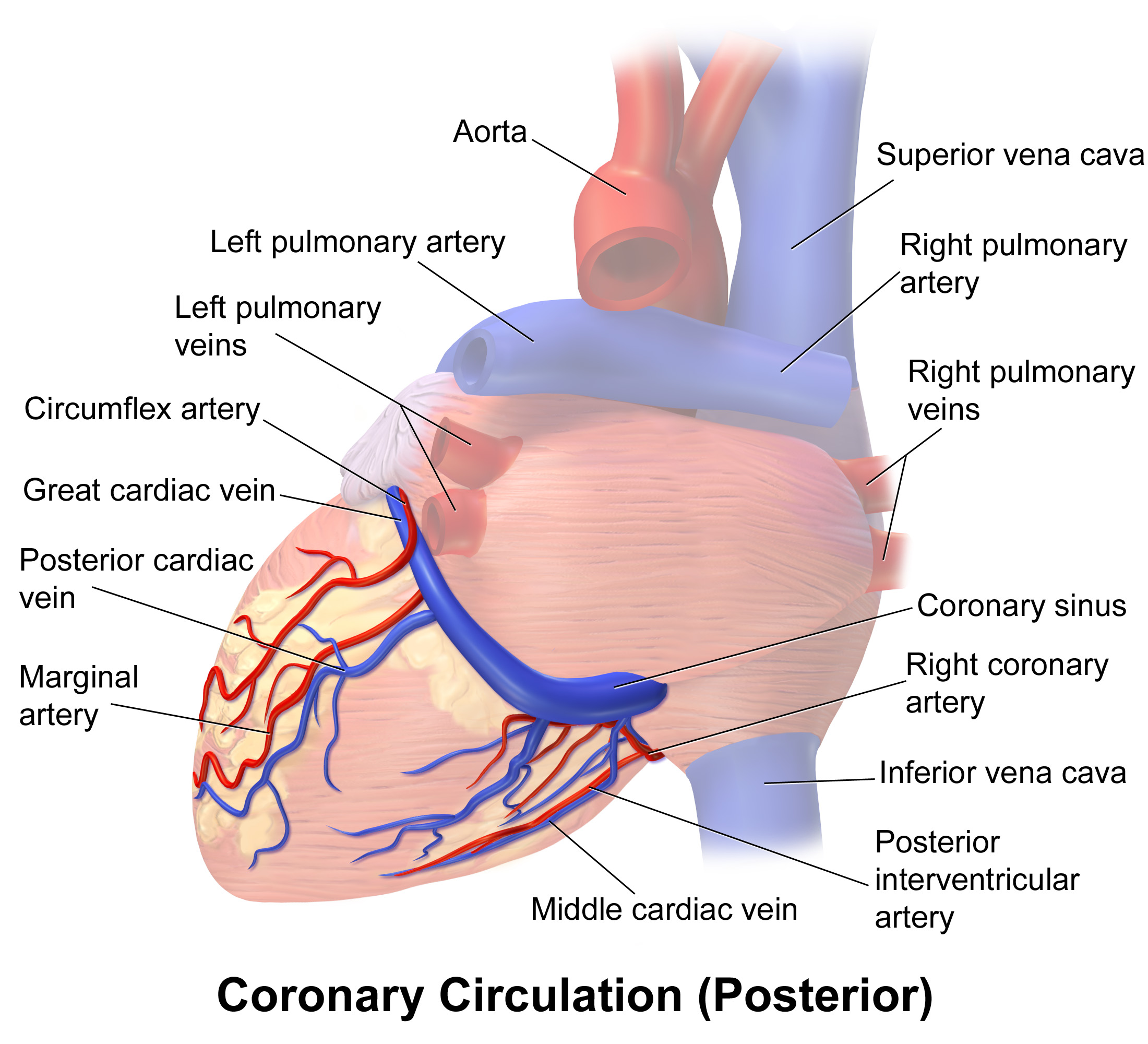
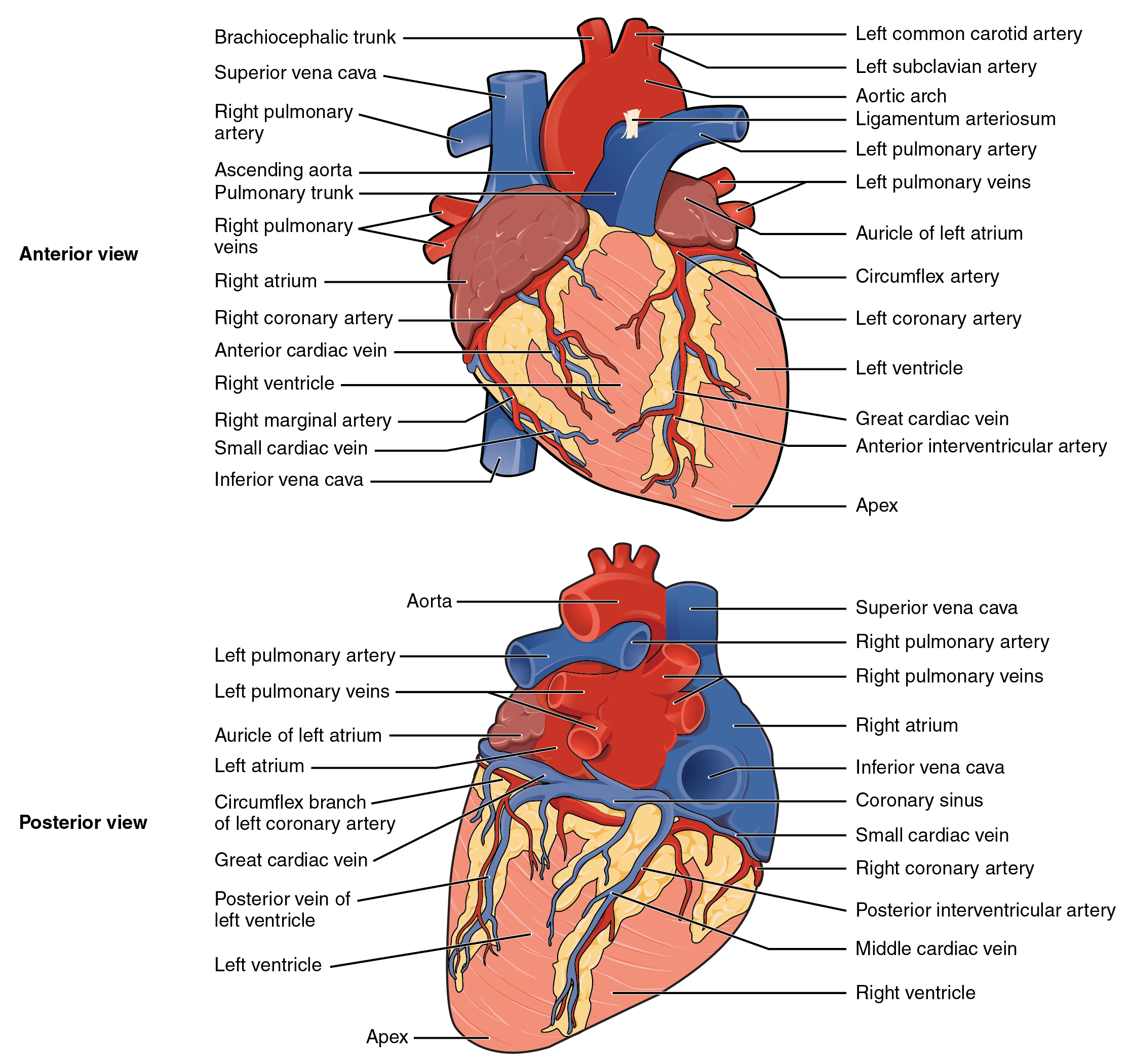
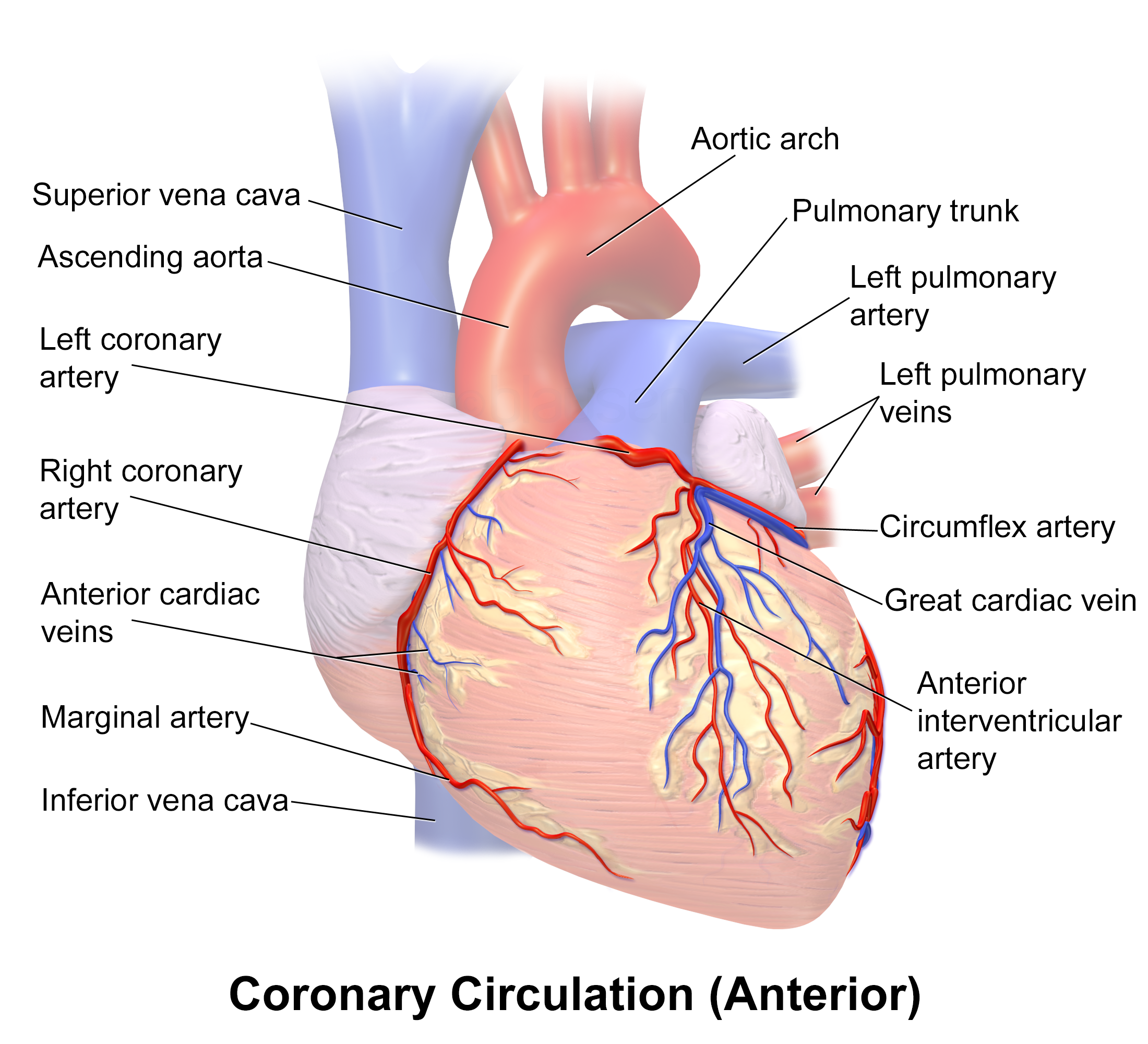
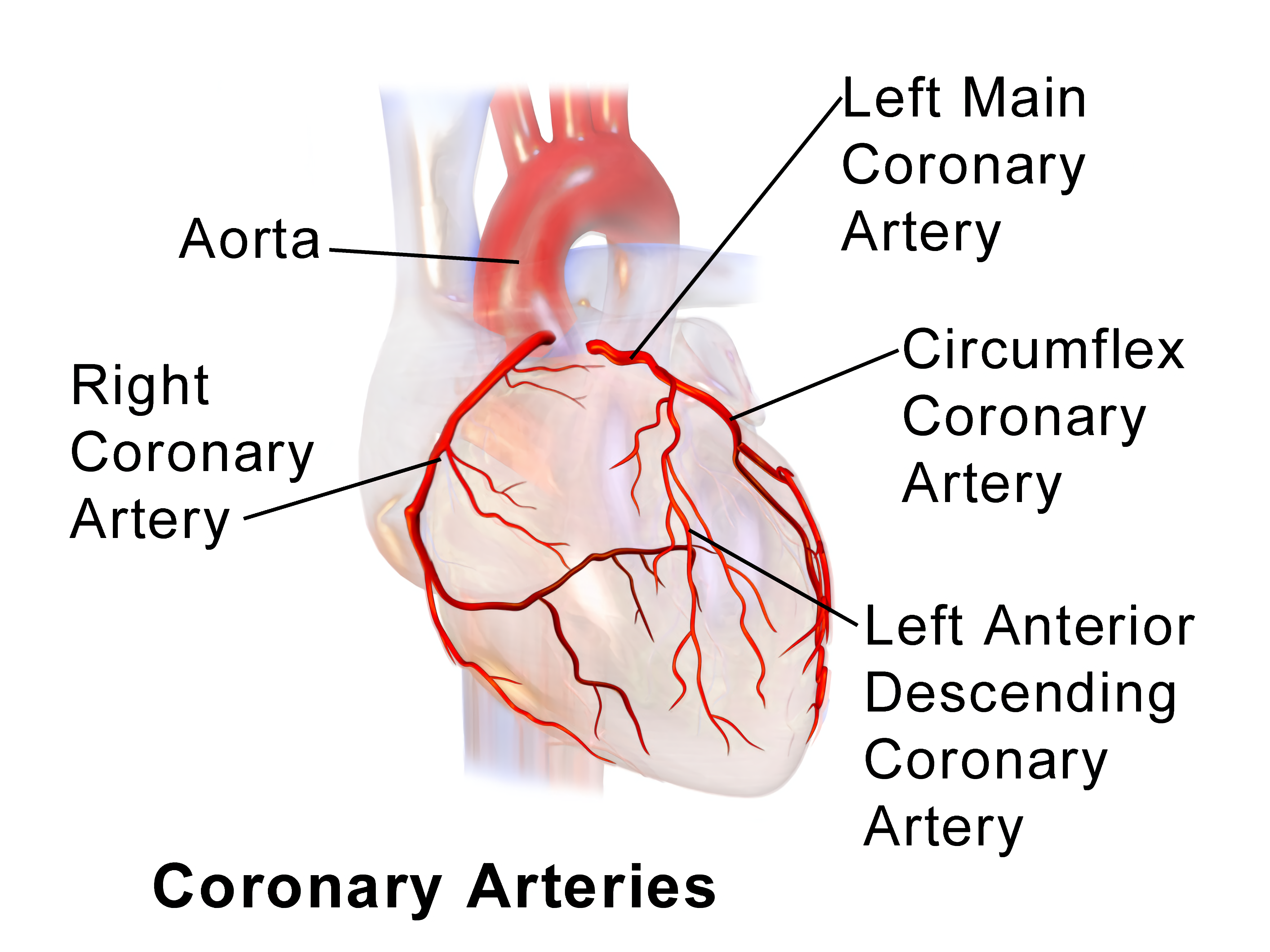